# Sporting Clube de Portugal 2016-2017
Questa voce raccoglie le informazioni riguardanti lo Sporting Clube de Portugal nelle competizioni ufficiali della stagione 2016-2017.

## Stagione
La stagione 2016-2017 dello Sporting CP è l'83ª in Primeira Liga. La squadra è allenata dall'ex tecnico del Benfica Jorge Jesus. L'esordio in Liga NOS sorride ai Leões, che vincono 2-0 contro il Marítimo.
Il 25 agosto a Monaco ha luogo il sorteggio per la fase a gironi di Champions League. Lo Sporting, inserito in terza fascia, pesca i campioni in carica, nonché vice-campioni di Spagna, del Real Madrid, i vice-campioni di Germania del Borussia Dortmund e i campioni di Polonia del Legia Varsavia, andando a formare il gruppo F.
Il 27 settembre arriva la prima vittoria in Champions League, per 2-0 contro il Legia. L'esordio in Coppa di Portogallo si conclude con la vittoria esterna per 1-0 col Famalicão. Il 17 novembre supera il quarto turno di coppa battendo 5-1 il Praiense. Il 22 novembre lo Sporting viene eliminato dalla Champions League in seguito alla sconfitta interna per 1-2 contro il Real Madrid. Il 7 dicembre, in virtù della sconfitta per 1-0 in casa del Legia lo Sporting viene estromesso dalle coppe europee.
L'11 dicembre i Leões vengono sconfitti 2-1 nel derby col Benfica al da Luz, perdendo terreno nei confronti della capolista. Tre giorni dopo, grazie alla vittoria in trasferta per 1-0 in casa del Vitória Setúbal, la squadra approda ai quarti di finale di Coppa di Portogallo. Il 2017 dello Sporting si apre con la sconfitta per 2-1 in casa del Vitoria Setúbal e la conseguente eliminazione dalla Taça da Liga.
Il 14 gennaio lo Sporting CP pareggia 2-2 in casa del Chaves e termina il girone d'andata al quarto posto. Tre giorni dopo, sempre a Chaves, in virtù della sconfitta per 1-0 i Verde e Brancos vengono eliminati dalla Taça de Portugal. L'11 marzo l'attaccante olandese Bas Dost mette a segno quattro reti (fallendo anche un calcio di rigore) nel 4-1 in casa del Tondela.
Il 22 aprile i Leões pareggiano 1-1 col Benfica, rinunciando alle speranze di rimonta ma riaprendo la lotta per il titolo in favore del Porto. Il 21 maggio con la vittoria per 4-1 sul Chaves lo Sporting consolida il terzo posto, valido per gli spareggi di Champions League. Inoltre l'attaccante olandese Dost realizza la quarta tripletta in stagione confermandosi capocannoniere del torneo.

## Maglie e sponsor
|  | Casa |  | Trasferta |  | Terza maglia |

## Rosa

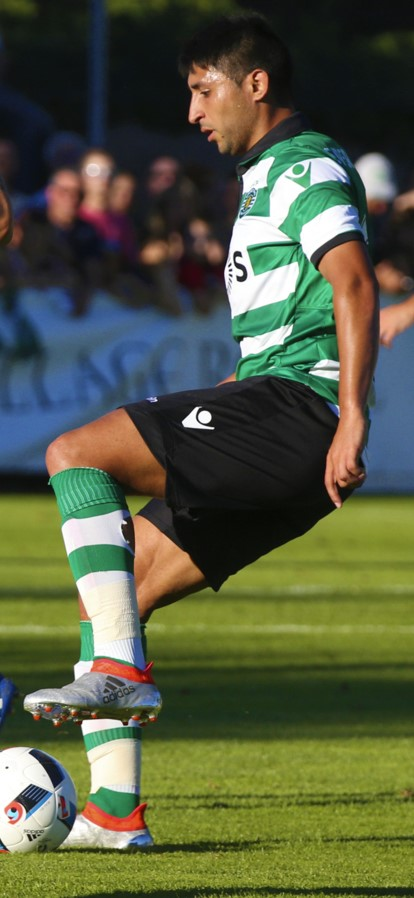
Alan Ruiz, neo-acquisto dei Leões

La rosa e la numerazione sono tratte dal sito ufficiale dello Sporting Lisbona
| N. |                        | Ruolo | Calciatore         |
| -- | ---------------------- | ----- | ------------------ |
| 1  | Portogallo (bandiera)  | P     | Rui Patrício       |
| 2  | Italia (bandiera)      | D     | Ezequiel Schelotto |
| 3  | Serbia (bandiera)      | C     | Lazar Marković     |
| 4  | Brasile (bandiera)     | D     | Jefferson          |
| 7  | Costa Rica (bandiera)  | A     | Joel Campbell      |
| 8  | Serbia (bandiera)      | C     | Radosav Petrović   |
| 9  | Algeria (bandiera)     | A     | Islam Slimani      |
| 10 | Costa Rica (bandiera)  | C     | Bryan Ruiz         |
| 11 | Brasile (bandiera)     | C     | Bruno César        |
| 13 | Uruguay (bandiera)     | D     | Sebastián Coates   |
| 14 | Portogallo (bandiera)  | C     | William Carvalho   |
| 15 | Portogallo (bandiera)  | D     | Paulo Oliveira     |
| 16 | Brasile (bandiera)     | A     | André              |
| 17 | Portogallo (bandiera)  | C     | João Mário         |
| 18 | Portogallo (bandiera)  | C     | Francisco Geraldes |
| 19 | Brasile (bandiera)     | D     | Douglas            |
| 20 | Paesi Bassi (bandiera) | A     | Luc Castaignos     |
| 21 | Portogallo (bandiera)  | D     | João Pereira       |

| N. |                        | Ruolo | Calciatore              |
| -- | ---------------------- | ----- | ----------------------- |
| 22 | Brasile (bandiera)     | C     | Elias                   |
| 23 | Portogallo (bandiera)  | C     | Adrien Silva (capitano) |
| 25 | Argentina (bandiera)   | C     | César Meli              |
| 26 | Slovenia (bandiera)    | P     | Ažbe Jug                |
| 28 | Paesi Bassi (bandiera) | A     | Bas Dost                |
| 30 | Brasile (bandiera)     | C     | Bruno Paulista          |
| 31 | Paesi Bassi (bandiera) | C     | Marvin Zeegelaar        |
| 33 | Lituania (bandiera)    | A     | Lukas Spalvis           |
| 34 | Portogallo (bandiera)  | P     | Beto                    |
| 35 | Portogallo (bandiera)  | D     | Rúben Semedo            |
| 36 | Portogallo (bandiera)  | A     | Carlos Mané             |
| 47 | Portogallo (bandiera)  | D     | Ricardo Esgaio          |
| 56 | Portogallo (bandiera)  | A     | Daniel Podence          |
| 66 | Portogallo (bandiera)  | C     | João Palhinha           |
| 73 | Brasile (bandiera)     | A     | Matheus Pereira         |
| 77 | Portogallo (bandiera)  | A     | Gelson Martins          |
| 99 | Argentina (bandiera)   | A     | Alan Ruiz               |

## Risultati

### Primeira Liga

#### Girone d'andata
| Arbitro: | Carlos Xistra (Castelo Branco) |

|                         |           |  |
| S. Coates 21’ Bryan 61’ | Marcatori |  |

| Arbitro: | Hugo Miguel (Lisbona) |

|  |           |               |
|  | Marcatori | 45’ Adrien S. |

| Arbitro: | Tiago Martins (Lisbona) |

|                        |           |           |
| Slimani 14’ Gelson 26’ | Marcatori | 8’ Felipe |

| Arbitro: | Nuno Almeida (Monte Gordo) |

|                                  |           |  |
| Gelson 27’ Campbell 52’ Dost 56’ | Marcatori |  |

| Arbitro: | Pinheiro (Braga) |

|                                         |           |          |
| Tarantini 29’ H. Guedes 36’ G. Dias 43’ | Marcatori | 82’ Dost |

| Arbitro: | João Capela (Lisbona) |

|                                      |           |                     |
| Dost 13’, 52’ Coates 59’ André 90+1’ | Marcatori | 85’, 90+3’ B. Gomes |

| Arbitro: | Soares Dias (Porto) |

|                                   |           |                                      |
| Marega 74’ (rig.), 75’ Soares 89’ | Marcatori | 29’ Marković 41’ S. Coates 70’ Elias |

| Arbitro: | Rui Costa (Porto) |

|                |           |             |
| Campbell 90+6’ | Marcatori | 74’ Murillo |

| Funchal 28 ottobre 2016, ore 21:00 WET 9ª giornata | Nacional             | 0 – 0 referto | Sporting Lisbona | Estádio da Madeira (3 954 spett.)\| Arbitro: \| Vasco Santos (Porto) \| |
| Arbitro:                                           | Vasco Santos (Porto) |               |                  |                                                                         |

| Arbitro: | Carlos Xistra (Castelo Branco) |

|                           |           |  |
| Dost 9’, 69’ Campbell 55’ | Marcatori |  |

| Arbitro: | Fábio Veríssimo (Leiria) |

|  |           |          |
|  | Marcatori | 25’ Dost |

| Arbitro: | Nuno Almeida (Monte Gordo) |

|                            |           |  |
| William 6’ Bruno César 36’ | Marcatori |  |

| Arbitro: | Manuel de Sousa (Porto) |

|                           |           |          |
| Salvio 24’ R. Jiménez 47’ | Marcatori | 69’ Dost |

| Arbitro: | Hugo Miguel (Lisbona) |

|  |           |            |
|  | Marcatori | 70’ Wilson |

| Arbitro: | Tiago Martins (Lisbona) |

|  |           |            |
|  | Marcatori | 90+3’ Dost |

| Arbitro: | Bruno Esteves (Setúbal) |

|              |           |             |
| Dost 5’, 17’ | Marcatori | 61’ Platiny |

| Arbitro: | Nuno Almeida (Monte Gordo) |

|                            |           |                 |
| R. Lopes 4’ F. Martins 88’ | Marcatori | 45+1’, 75’ Dost |

#### Girone di ritorno
| Arbitro: | Pinheiro (Braga) |

|                          |           |                     |
| É. Bessa 8’ R. Silva 33’ | Marcatori | 24’ Dost 60’ Gelson |

| Arbitro: | Fábio Veríssimo (Leiria) |

|                                               |           |                  |
| Adrien S. 12’ (rig.) Dost 32’, 78’ Gelson 35’ | Marcatori | 50’, 76’ Welthon |

| Arbitro: | Hugo Miguel (Lisbona) |

|                  |           |          |
| Tiquinho 6’, 40’ | Marcatori | 60’ Alan |

| Arbitro: | Manuel Oliveira (Porto) |

|                                        |           |                                 |
| Bruno César 19’ (aut.) Cauê 43’ (rig.) | Marcatori | 40’ Alan 68’ Dost 73’ Adrien S. |

| Arbitro: | Bruno Esteves (Setúbal) |

|          |           |  |
| Alan 20’ | Marcatori |  |

| Arbitro: | Rui Costa (Porto) |

|  |           |                           |
|  | Marcatori | 22’ Bryan 86’ (rig.) Dost |

| Arbitro: | Manuel de Sousa (Porto) |

|          |           |            |
| Alan 35’ | Marcatori | 76’ Marega |

| Arbitro: | Bruno Paixão (Setúbal) |

|             |           |                                       |
| Murillo 53’ | Marcatori | 33’, 55’, 71’ (rig.), 78’ (rig.) Dost |

| Arbitro: | Jorge Ferreira (Braga) |

|               |           |  |
| Dost 13’, 34’ | Marcatori |  |

| Arbitro: | Godinho (Évora) |

|           |           |                          |
| Mateus 9’ | Marcatori | 34’ Alan 36’ Bruno César |

| Arbitro: | Manuel Mota (Braga) |

|                                    |           |  |
| Alan 20’ Dost 29’, 48’ (rig.), 63’ | Marcatori |  |

| Arbitro: | Pinheiro (Braga) |

|  |           |                                 |
|  | Marcatori | 20’ Gelson 51’ William 65’ Dost |

| Arbitro: | Soares Dias (Porto) |

|                     |           |              |
| Adrien S. 5’ (rig.) | Marcatori | 66’ Lindelöf |

| Arbitro: | Nuno Almeida (Monte Gordo) |

|                         |           |                           |
| Horta 13’ Rui Fonte 79’ | Marcatori | 50’ (rig.), 75’, 84’ Dost |

| Arbitro: | Bruno Paixão (Setúbal) |

|                 |           |                                           |
| Bruno César 52’ | Marcatori | 65’ A. Camará 85’ D. Almeida 88’ G. Silva |

| Arbitro: | Vasco Santos (Vila Nova de Gaia) |

|                             |           |            |
| Tiago Silva 25’, 69’ (rig.) | Marcatori | 19’ Gelson |

| Arbitro: | Jorge Ferreira (Fafe) |

|                                                |           |                      |
| Dost 11’ (rig.), 15’, 90+1’ (rig.) Matheus 30’ | Marcatori | 60’ (aut.) S. Coates |

### Taça de Portugal
| Arbitro: | Manuel Mota (Braga) |

|  |           |              |
|  | Marcatori | 10’ Marković |

| Arbitro: | Luís Ferreira (Braga) |

|                                                                     |           |            |
| P. Oliveira 21’ Adrien S. 47’ (rig.) Bruno César 62’ André 79’, 88’ | Marcatori | 2’ Andrade |

| Arbitro: | Nuno Almeida (Monte Gordo) |

|  |           |          |
|  | Marcatori | 75’ Dost |

| Arbitro: | Soares Dias (Porto) |

|              |           |  |
| C. Ponck 87’ | Marcatori |  |

### Taça da Liga

#### Fase a gironi
| Arbitro: | Hugo Miguel (Lisbona) |

|          |           |  |
| Alan 44’ | Marcatori |  |

| Arbitro: | Bruno Paixão (Setúbal) |

|            |           |  |
| Gelson 19’ | Marcatori |  |

| Arbitro: | Rui Oliveira (Porto) |

|                                  |           |           |
| Venâncio 19’ Edinho 90+4’ (rig.) | Marcatori | 79’ Elias |

### Champions League

#### Fase a gironi
| Arbitro: | Tagliavento |

|                          |           |                 |
| Ronaldo 89’ Morata 90+5’ | Marcatori | 48’ Bruno César |

| Arbitro: | Oliver |

|                    |           |  |
| Bryan 28’ Dost 37’ | Marcatori |  |

| Arbitro: | Skomina |

|                 |           |                         |
| Bruno César 67’ | Marcatori | 9’ Aubameyang 43’ Weigl |

| Arbitro: | Makkelie |

|           |           |  |
| Ramos 12’ | Marcatori |  |

| Arbitro: | Collum |

|                      |           |                        |
| Adrien S. 80’ (rig.) | Marcatori | 29’ Varane 87’ Benzema |

| Arbitro: | Rocchi |

|               |           |  |
| Guilherme 30’ | Marcatori |  |

## Statistiche

### Statistiche di squadra
| Competizione     | Punti | In casa | In casa | In casa | In casa | In casa | In casa | In trasferta | In trasferta | In trasferta | In trasferta | In trasferta | In trasferta | Totale | Totale | Totale | Totale | Totale | Totale | DR  |
| Competizione     | Punti | G       | V       | N       | P       | Gf      | Gs      | G            | V            | N            | P            | Gf           | Gs           | G      | V      | N      | P      | Gf     | Gs     | DR  |
| ---------------- | ----- | ------- | ------- | ------- | ------- | ------- | ------- | ------------ | ------------ | ------------ | ------------ | ------------ | ------------ | ------ | ------ | ------ | ------ | ------ | ------ | --- |
| Primeira Liga    | 70    | 17      | 11      | 3       | 2       | 47      | 15      | 17           | 9            | 4            | 4            | 31           | 22           | 34     | 21     | 7      | 6      | 68     | 36     | +32 |
| Taça de Portugal | -     | 1       | 1       | 0       | 0       | 5       | 1       | 3            | 2            | 0            | 1            | 2            | 1            | 4      | 3      | 0      | 1      | 7      | 2      | +5  |
| Taça da Liga     | 6     | 2       | 2       | 0       | 0       | 2       | 0       | 1            | 0            | 0            | 1            | 1            | 2            | 3      | 2      | 0      | 1      | 3      | 2      | +1  |
| Champions League | 3     | 3       | 1       | 0       | 2       | 4       | 4       | 3            | 0            | 0            | 3            | 1            | 4            | 6      | 1      | 0      | 5      | 5      | 8      | -3  |
| Totale           | 79    | 23      | 16      | 3       | 4       | 48      | 18      | 24           | 11           | 4            | 9            | 35           | 29           | 46     | 27     | 7      | 13     | 83     | 48     | +35 |

### Andamento in campionato
| Giornata  | 1 | 2 | 3 | 4 | 5 | 6 | 7 | 8 | 9 | 10 | 11 | 12 | 13 | 14 | 15 | 16 | 17 | 18 | 19 | 20 | 21 | 22 | 23 | 24 | 25 | 26 | 27 | 28 | 29 | 30 | 31 | 32 | 33 | 34 |
| --------- | - | - | - | - | - | - | - | - | - | -- | -- | -- | -- | -- | -- | -- | -- | -- | -- | -- | -- | -- | -- | -- | -- | -- | -- | -- | -- | -- | -- | -- | -- | -- |
| Luogo     | C | T | C | C | T | C | T | C | T | C  | T  | C  | T  | C  | T  | C  | T  | T  | C  | T  | T  | C  | T  | C  | T  | C  | T  | C  | T  | C  | T  | C  | T  | C  |
| Risultato | V | V | V | V | P | V | N | N | N | V  | V  | V  | P  | P  | V  | V  | N  | N  | V  | P  | V  | V  | V  | N  | V  | V  | V  | V  | V  | N  | V  | P  | P  | V  |
| Posizione | 2 | 2 | 1 | 1 | 2 | 2 | 2 | 3 | 3 | 2  | 2  | 2  | 3  | 4  | 4  | 3  | 4  | 4  | 3  | 4  | 3  | 3  | 3  | 3  | 3  | 3  | 3  | 3  | 3  | 3  | 3  | 3  | 3  | 3  |

Legenda:

Luogo: C = Casa; T = Trasferta. Risultato: V = Vittoria; N = Pareggio; P = Sconfitta.

### Statistiche dei giocatori
In corsivo i giocatori che hanno lasciato la squadra a stagione in corso.
| Giocatore     | Primeira Liga | Primeira Liga | Primeira Liga | Primeira Liga | Taça de Portugal+ Taça da Liga | Taça de Portugal+ Taça da Liga | Taça de Portugal+ Taça da Liga | Taça de Portugal+ Taça da Liga | Champions League | Champions League | Champions League | Champions League | Totale   | Totale | Totale      | Totale     |
| Giocatore     | Presenze      | Reti          | Ammonizioni   | Espulsioni    | Presenze                       | Reti                           | Ammonizioni                    | Espulsioni                     | Presenze         | Reti             | Ammonizioni      | Espulsioni       | Presenze | Reti   | Ammonizioni | Espulsioni |
| ------------- | ------------- | ------------- | ------------- | ------------- | ------------------------------ | ------------------------------ | ------------------------------ | ------------------------------ | ---------------- | ---------------- | ---------------- | ---------------- | -------- | ------ | ----------- | ---------- |
| Adrien S.     | 27            | 4             | 6             | 0             | 3+1                            | 1+0                            | 2+0                            | 0+0                            | 5                | 1                | 2                | 0                | 36       | 6      | 10          | 0          |
| André         | 7             | 1             | 0             | 0             | 3+2                            | 2+0                            | 0+0                            | 0+0                            | 3                | 0                | 1                | 0                | 15       | 3      | 1           | 0          |
| Beto          | 3             | -2            | 0             | 0             | 3+3                            | -2+-2                          | 0+0                            | 0+0                            | 0                | 0                | 0                | 0                | 9        | -6     | 0           | 0          |
| Bryan         | 32            | 2             | 1             | 0             | 2+2                            | 0+0                            | 1+0                            | 0+0                            | 6                | 1                | 1                | 0                | 42       | 3      | 3           | 0          |
| J. Campbell   | 19            | 3             | 3             | 0             | 3+3                            | 0+0                            | 0+0                            | 0+0                            | 4                | 0                | 2                | 0                | 29       | 3      | 5           | 0          |
| L. Castaignos | 6             | 0             | 0             | 0             | 3+3                            | 0+0                            | 1+1                            | 0+0                            | 1                | 0                | 1                | 0                | 13       | 0      | 3           | 0          |
| B. César      | 31            | 3             | 6             | 0             | 4+1                            | 1+0                            | 1+0                            | 0+0                            | 6                | 2                | 1                | 0                | 42       | 6      | 8           | 0          |
| S. Coates     | 33            | 3             | 8             | 0             | 2+2                            | 0+0                            | 0+1                            | 0+0                            | 6                | 0                | 0                | 0                | 43       | 3      | 9           | 0          |
| G. Dala       | 1             | 0             | 0             | 0             | -                              | -                              | -                              | -                              | -                | -                | -                | -                | 1        | 0      | 0           | 0          |
| B. Dost       | 31            | 34            | 4             | 0             | 2+2                            | 1+0                            | 0+0                            | 0+0                            | 6                | 1                | 0                | 0                | 41       | 36     | 4           | 0          |
| Douglas       | 2             | 0             | 0             | 0             | 2+3                            | 0+0                            | 0+1                            | 0+0                            | 0                | 0                | 0                | 0                | 7        | 0      | 1           | 0          |
| Elias         | 8             | 1             | 1             | 1             | 3+3                            | 0+1                            | 0+1                            | 0+0                            | 2                | 0                | 1                | 0                | 16       | 2      | 3           | 1          |
| R. Esgaio     | 8             | 0             | 2             | 0             | 2+3                            | 0+0                            | 1+1                            | 0+0                            | 1                | 0                | 0                | 0                | 14       | 0      | 4           | 0          |
| Gelson        | 32            | 6             | 4             | 0             | 4+2                            | 0+1                            | 2+1                            | 0+0                            | 6                | 0                | 0                | 0                | 44       | 7      | 7           | 0          |
| F. Geraldes   | 4             | 0             | 1             | 0             | 0+0                            | 0+0                            | 0+0                            | 0+0                            | -                | -                | -                | -                | 4        | 0      | 1           | 0          |
| Jefferson     | 10            | 0             | 1             | 0             | 3+3                            | 0+0                            | 0+2                            | 0+0                            | 1                | 0                | 0                | 0                | 17       | 0      | 3           | 0          |
| A. Jug        | 0             | 0             | 0             | 0             | 0+0                            | 0+0                            | 0+0                            | 0+0                            | 0                | 0                | 0                | 0                | 0        | 0      | 0           | 0          |
| C. Mané       | 2             | 0             | 0             | 0             | 0+0                            | 0+0                            | 0+0                            | 0+0                            | 0                | 0                | 0                | 0                | 2        | 0      | 0           | 0          |
| J. Mário      | 1             | 0             | 0             | 0             | 0+0                            | 0+0                            | 0+0                            | 0+0                            | 0                | 0                | 0                | 0                | 1        | 0      | 0           | 0          |
| L. Markovic   | 6             | 1             | 1             | 0             | 1+2                            | 1+0                            | 0+0                            | 0+0                            | 5                | 0                | 0                | 0                | 14       | 2      | 1           | 0          |
| Matheus       | 7             | 1             | 1             | 0             | 1+1                            | 0+0                            | 0+0                            | 0+0                            | 0                | 0                | 0                | 0                | 9        | 1      | 1           | 0          |
| C. Meli       | 0             | 0             | 0             | 0             | 1+1                            | 0+0                            | 0+0                            | 0+0                            | 0                | 0                | 0                | 0                | 2        | 0      | 0           | 0          |
| P. Oliveira   | 13            | 0             | 2             | 0             | 3+1                            | 1+0                            | 0+0                            | 0+0                            | 2                | 0                | 0                | 0                | 19       | 1      | 2           | 0          |
| J. Palhinha   | 11            | 0             | 1             | 0             | 0+0                            | 0+0                            | 0+0                            | 0+0                            | -                | -                | -                | -                | 11       | 0      | 1           | 0          |
| R. Patrício   | 31            | -34           | 1             | 0             | 1+0                            | 0+0                            | 0+0                            | 0+0                            | 6                | -8               | 0                | 0                | 38       | -42    | 1           | 0          |
| B. Paulista   | 3             | 0             | 1             | 0             | 0+0                            | 0+0                            | 0+0                            | 0+0                            | 0                | 0                | 0                | 0                | 3        | 0      | 1           | 0          |
| J. Pereira    | 9             | 0             | 2             | 0             | 2+0                            | 0+0                            | 0+0                            | 0+0                            | 3                | 0                | 0                | 1                | 14       | 0      | 2           | 1          |
| R. Petrović   | 0             | 0             | 0             | 0             | 1+1                            | 0+0                            | 0+1                            | 0+0                            | 1                | 0                | 0                | 0                | 3        | 0      | 1           | 0          |
| D. Podence    | 13            | 0             | 2             | 0             | 0+0                            | 0+0                            | 0+0                            | 0+0                            | -                | -                | -                | -                | 13       | 0      | 2           | 0          |
| A. Ruiz       | 23            | 6             | 8             | 0             | 2+1                            | 0+1                            | 0+0                            | 0+0                            | 0                | 0                | 0                | 0                | 26       | 7      | 8           | 0          |
| E. Schelotto  | 23            | 0             | 4             | 0             | 0+0                            | 0+0                            | 0+0                            | 0+0                            | 3                | 0                | 1                | 0                | 26       | 0      | 5           | 0          |
| R. Semedo     | 24            | 0             | 3             | 2             | 1+0                            | 0+0                            | 0+0                            | 0+0                            | 6                | 0                | 1                | 0                | 31       | 0      | 4           | 2          |
| I. Slimani    | 2             | 1             | 0             | 0             | 0+0                            | 0+0                            | 0+0                            | 0+0                            | 0                | 0                | 0                | 0                | 2        | 1      | 0           | 0          |
| L. Spalvis    | 0             | 0             | 0             | 0             | 0+0                            | 0+0                            | 0+0                            | 0+0                            | 0                | 0                | 0                | 0                | 0        | 0      | 0           | 0          |
| William       | 32            | 2             | 9             | 0             | 3+2                            | 0+0                            | 0+0                            | 0+0                            | 6                | 0                | 1                | 1                | 43       | 2      | 10          | 1          |
| M. Zeegelaar  | 20            | 0             | 6             | 0             | 1+0                            | 0+0                            | 1+0                            | 0+0                            | 5                | 0                | 2                | 0                | 26       | 0      | 9           | 0          |